# Nadzieja Drucka

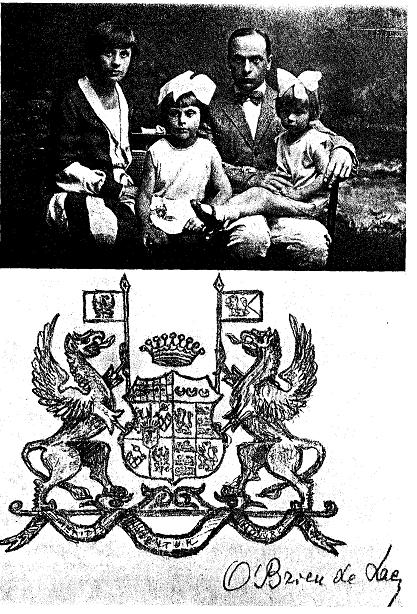
Nadzieja Drucka z mężem Maurycym O'Brien de Lacy i dziećmi

Nadzieja O’Brien de Lacy księżniczka Drucka (ur. 17 stycznia 1898 w Warszawie, zm. 29 sierpnia 1986 tamże) – polska pisarka, tłumaczka i działaczka społeczna.

## Życiorys
Urodziła się w Warszawie na terenie Królestwa Polskiego jako córka Marii z Safonowiczów i Sergiusza księcia Druckiego, carskiego – generała i profesora Wojskowej Akademii Prawnej, przedstawiciela wielkolitewskiego rodu Druckich. W czwartym roku życia powróciła z rodzicami do Petersburga, gdzie w 1914 r. ukończyła Instytut Smolny (ros. Смольный институт благородных девиц, Institut Błagorodnych Diewic).

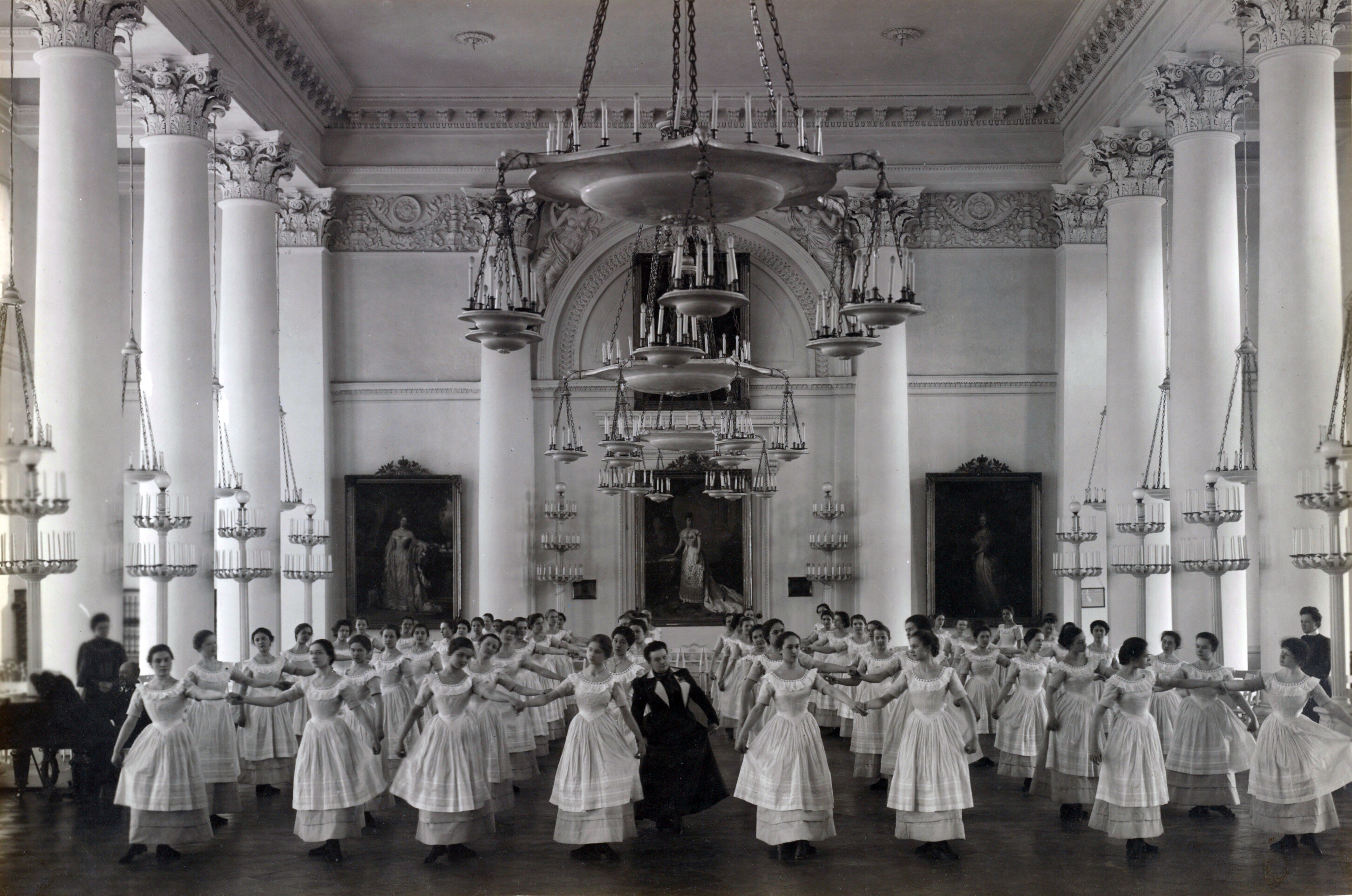
Uczennice w Smolnym Instytucie podczas lekcji tańca

Po wybuchu I wojny światowej Drucki, jego córka i dwaj synowie przeprowadzili się do Moskwy. Nadzieja zdała egzamin na medycynę, ale studiów nie rozpoczęła i została sanitariuszką Czerwonego Krzyża. W czasie wojny, pracując w pociągu sanitarnym, poznała przyszłego męża Maurycego (ślub wzięli w listopadzie 1917 w Moskwie). W sierpniu 1918 przyjechała wraz z mężem do majątku Augustówek, w którym przebywali razem do 1939.
W wolnej Polsce, w której szybko opanowała język polski i poświęciła się twórczości literackiej, działała społecznie, była m.in. wiceprzewodniczącą Koła Ziemianek oraz członkiem PCK i Towarzystwa Dobroczynności. Założyła Towarzystwo Przyjaciół Literatury i Sztuki im. Elizy Orzeszkowej w Grodnie (przez 12 lat była prezeską). Na jej zaproszenie przyjeżdżali do Augustówka (Dominikańska 13, Grodno) m.in. Dąbrowska, Tuwim, Kaden-Bandrowski, Parandowski, Witkacy. Zofia Nałkowska sportretowała ją w Dziennikach (tom III: 1918-1929, s. 180–181), a jej męża uczyniła prototypem postaci Zenona Ziembiewicza w Granicy. Wraz z mężem organizowała letniska dla niezamożnej ludności Grodzieńszczyzny w majątku Augustówek. W latach 20. XX w. podjęła pierwsze próby pisarskie (debiut: Zwycięstwo, 1925; kolejna publikacja Niepotrzebne dzieci wzbudziła kontrowersje wśród kręgów konserwatywnych). Przyjaźniła się m.in. z Zofią Nałkowską, od 1930 należała do PEN-Clubu. Utrzymywała kontakty z białą emigracją rosyjską.
W czasie II wojny światowej znalazła się na terenie Generalnego Gubernatorstwa (w Warszawie, utrzymywała się z lekcji języków obcych, należała do AK, brała udział w powstaniu warszawskim). Po 1945 pozostała w Polsce. W latach 1945–1947 pracowała w Biurze Odbudowy Stolicy. Specjalizowała się w powieściach biograficznych. Książki publikowała w różnych wydawnictwach (Nasza Księgarnia, Wiedza Powszechna, Wydawnictwo Harcerskie Horyzonty, Wydawnictwo MON, Państwowy Instytut Wydawniczy).
Odznaczona m.in. Krzyżem Kawalerskim Orderu Odrodzenia Polski. Zmarła w 1986, została pochowana na cmentarzu prawosławnym na Woli.

## Twórczość
- Zwycięstwo, 1925.
- Niepotrzebne dzieci.
- Było ich siedmioro.
- Wąskie ścieżki.
- Mali ludzie (tom nowel).
- Czarodziej z Nantes, Nasza Księgarnia, Warszawa, 1963. (Juliusz Verne)
- Droga do sławy, Nasza Księgarnia, Warszawa, 1961. (Wolfgang Amadeus Mozart)
- Finlandia, Wiedza Powszechna, Warszawa, 1969. (Informator)
- Krzywda, Nasza Księgarnia, Warszawa, 1954.
- Kurs na Słońce. Opowieść o generale Mariuszu Zaruskim, Wydawnictwo Harcerskie, Warszawa, 1969.
- Michel. Dzieciństwo i lata młodzieńcze Michała Glinki, Nasza Księgarnia, 1964. (Michaił Glinka)
- Niedaleki brzeg, Nasza Księgarnia, Warszawa 1973. (powieść dla młodzieży)
- Stanisław Moniuszko. Życie i twórczość, Nasza Księgarnia, Warszawa 1976.
- Szkoła w podziemiu. Z dziejów polskiego tajnego nauczania w latach okupacji hitlerowskiej, Wydawnictwo MON, Warszawa 1973.
- Trzy czwarte... Wspomnienia, PIW, Warszawa 1977. (autobiografia)

Dramaty
- Tak nie bywa (powst. ?, sztuka wystawiona w Grodnie 19 V 1931)
- Zamknięte drzwi (powst. ?, sztuka wystawiona w Grodnie 15 XII 1934)

Jest autorką kilkudziesięciu przekładów z rosyjskiego na polski (Iwan Gonczarow, Konstantin Paustowski, Jurij Tynianow, Olga Forsz).